# Wszechukraiński Związek Stowarzyszeń Ewangelicznych Chrześcijan Baptystów
Wszechukraiński Związek Zborów Ewangelicznych Chrześcijan-Baptystów – główny protestancki związek wyznaniowy nurtu baptystycznego na Ukrainie. Zrzesza 121.645 świadomie ochrzczonych członków w 2362 zborach. Szacuje się, że wspólnota obejmuje ok. 300.000 wiernych.
Jest członkiem Europejskiej Federacji Baptystycznej, Światowego Związku Baptystycznego, Wszechukraińskiej Rady Kościołów i Organizacji Religijnych oraz wewnątrzukraińskich porozumień zawartych między Kościołami ewangelikalnymi.